# Kalinownik
Kalinownik (ukr. Калиновник) – wieś na Ukrainie w rejonie kowelskim obwodu wołyńskiego.